# Коррелятивный рост
Ростовые корреляции — это зависимость роста и развития одних органов или частей от других.
Самый простой тип корреляций связан с питанием. Гетеротрофные части, например корни, зависят в своём развитии от побега, снабжающего их органическими соединениями. В свою очередь развитие стебля находится в зависимости от корня, поставляющего минеральные вещества и воду.
Корреляции, связанные с питанием, наблюдаются в случае торможения вегетативного роста при плодоношении, что объясняется оттоком питательных веществ в развивающиеся семена и плоды.
Однако даже такие простые корреляции роста далеко не полностью удается объяснить с помощью теории конкуренции за доступное питание. Во многих случаях основную роль играют не столько трофические, сколько гормональные взаимодействия между частями растения.
Одним из типичных примеров гормональной регуляции может служить апикальное доминирование — коррелятивное торможение верхушкой побега или корня развития соответственно пазушных почек или боковых корней.